# Джанні Оклеппо
Джанні Оклеппо (італ. Gianni Ocleppo; нар. 6 квітня 1957) — колишній італійський тенісист.
Найвищу одиночну позицію світового рейтингу — 30 місце досяг 7 грудня 1979, парну — 53 місце — 5 травня 1987 року.
Здобув 1 одиночний та 2 парні титули.
Найвищим досягненням на турнірах Великого шолома було 3 коло в одиночному та парному розрядах.

## Фінали за кар'єру

### Одиночний розряд: 4 (1–3)
| Результат | W/L | Дата     | Турнір          | Покриття   | Суперник       | Рахунок       |
| --------- | --- | -------- | --------------- | ---------- | -------------- | ------------- |
| Поразка   | 0–1 | Лис 1979 | Болонья, Італія | Килим (i)  | Балч Волтс     | 3–6, 2–6      |
| Поразка   | 0–2 | Бер 1980 | Мец, Франція    | Килим (i)  | Джін Меєр      | 3–6, 3–6, 0–6 |
| Поразка   | 0–3 | Вер 1980 | Бордо, Франція  | Килим (i)  | Маріо Мартінес | 0–6, 5–7, 5–7 |
| Перемога  | 1–3 | Бер 1981 | Лінц, Австрія   | Тверде (i) | Марк Едмондсон | 7–5, 6–1      |

### Парний розряд: 7 (2–5)
| Результат | W/L | Дата     | Турнір            | Покриття  | Партнер              | Суперники                           | Рахунок       |
| --------- | --- | -------- | ----------------- | --------- | -------------------- | ----------------------------------- | ------------- |
| Перемога  | 1–0 | Чер 1980 | Відень, Австрія   | Ґрунт     | Крістоф Роже-Васслен | Павел Сложил Томаш Шмід             | w/o           |
| Перемога  | 2–0 | Вер 1980 | Сицилія, Італія   | Ґрунт     | Рікардо Ікаса        | Віктор Печчі Балаж Тароці           | 6–2, 6–2      |
| Поразка   | 2–1 | Вер 1980 | Бордо, Франція    | Килим (i) | Рікардо Ікаса        | Джон Фівер Жіль Мореттон            | 2–6, 3–6      |
| Поразка   | 2–2 | Бер 1981 | Каїр, Єгипет      | Ґрунт     | Паоло Бертолуччі     | Балаж Тароці Ісмаїл Ель-Шафей       | 7–6, 3–6, 1–6 |
| Поразка   | 2–3 | Жов 1986 | Палермо, Італія   | Ґрунт     | Клаудіо Медзадрі     | Паоло Кане Сімоне Коломбо           | 5–7, 3–6      |
| Поразка   | 2–4 | Кві 1987 | Ніцца, Франція    | Ґрунт     | Клаудіо Медзадрі     | Серхіо Касаль Еміліо Санчес Вікаріо | 3–6, 3–6      |
| Поразка   | 2–5 | Тра 1987 | Флоренція, Італія | Ґрунт     | Паоло Кане           | Вольфганг Попп Удо Ріглевскі        | 4–6, 4–6      |